# Hélène Grenier
Pour les articles homonymes, voir Grenier (homonymie).

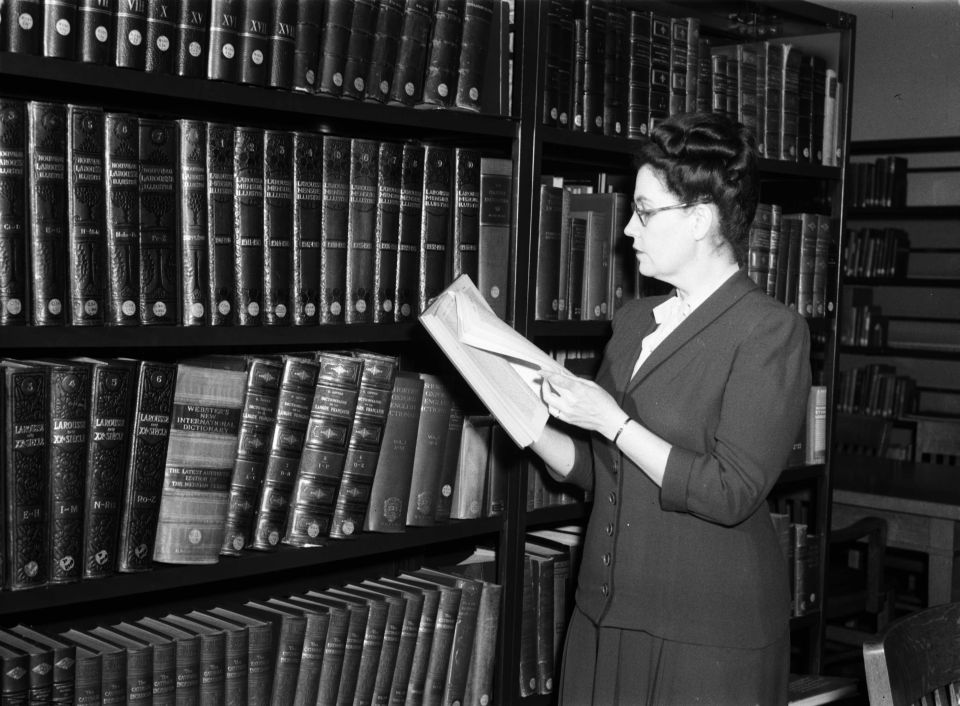
Hélène Grenier en 1946

Hélène Grenier (Anne Marie Hélène Grenier) est une bibliothécaire québécoise et mélomane née le 25 juillet 1900 à Québec et décédée dans la même ville le 22 mars 1992 à l'âge de 91 ans. Elle est reconnue pour ses idées novatrices et son altruisme dans le domaine de la bibliothéconomie et de la bibliothéconomie scolaire.

## Biographie et carrière professionnelle
Hélène Grenier (1900-1992) est la plus jeune de sa fratrie composée de sa sœur Irène (1890-1926) et de son frère Gustave (1892-1959). Ils sont les enfants de Gustave Grenier et d’Hélène Marchand. Cette dernière est la seconde femme de Gustave Grenier. Son père est un homme de droit ayant travaillé dans le Conseil exécutif de la province et sa mère est l'une des filles de l'ancien premier ministre québécois Félix-Gabriel Marchand (Hélène Grenier signe d’ailleurs la préface de la Bio-bibliographie de M. Félix-Gabriel Marchand. Premier ministre de la province de Québec de Berthe Deland en tant que sa petite-fille),. La jeune Hélène Grenier grandit ainsi dans un environnement familial intellectuel. Valorisant l’ouverture d’esprit, sa mère l’influence positivement dans son intérêt pour les mouvements intellectuels, artistiques et politiques. Il est possible de soupçonner sa tante Joséphine Marchand, fondatrice de l'Œuvre des livres gratuits, d’avoir joué un rôle dans cette influence. Hersélie Turgeon, la mère de sa mère, semble aussi avoir influencé Hélène Grenier dans sa passion pour les livres.    
Elle quitte la ville de Québec à l’âge de 12 ans, après le décès de son père, pour venir s’installer à Montréal. La mère d’Hélène aurait été incitée par sa sœur, alors malade, de déménager en ville pour la rejoindre. La famille déménagera donc dans un quartier cossu et anglophone, le Golden Square Mile. Hélène sera alors pensionnaire au Collège Villa Maria pendant cinq ans. Elle fait son entrée dans ce pensionnat en 1914 et y restera jusqu’en 1919. Elle y aurait passé de beaux moments malgré des difficultés financières et des problèmes de santé. Elle aurait suivi des cours assez variées (sciences, histoire, littérature, mathématiques, philosophie et latin) lors de son passage à Villa-Maria en suivant un programme intitulé Lettres – Sciences de l’Université Laval. Elle semble s’en être bien sortie en littérature, matière pour laquelle elle a gagné un prix pour la composition de texte en français. Elle part ensuite pour un séjour de 20 mois à Paris entre 1923 et 1925 où elle suit des cours de géographie, participe à des visites de sites historiques offertes par l’Université des Annales, va à l’opéra et fréquente les théâtres. Elle fait un stage de deux années à la Sorbonne et à l'Institut catholique.  
De retour à Montréal en 1926, elle s’implique dans la Ligue de la jeunesse féminine fondée par Thérèse Casgrain la même année. Elle en est la première présidente. Elle se fait engager à la bibliothèque de Montréal où elle s’occupe de la distribution des livres au comptoir. Elle y travaille notamment avec Marie-Claire Daveluy environ un an. C’est un intérêt pour le service de référence qui la pousse à commencer la même année, des études à l'École des Bibliothécaires de l’Université McGill, le soir et le samedi. .  Elle reçoit son diplôme en 1932. Elle travaille en tant que bibliothécaire professionnelle pour la première fois à la Bibliothèque Municipale de Montréal. Dès le début de sa carrière, elle prend une part active dans son milieu de travail. À peine diplômée en 1932, elle rédige un rapport sur la Bibliothèque des instituteurs et des institutrices, qu'elle soumet à la Commission pédagogique des écoles.  

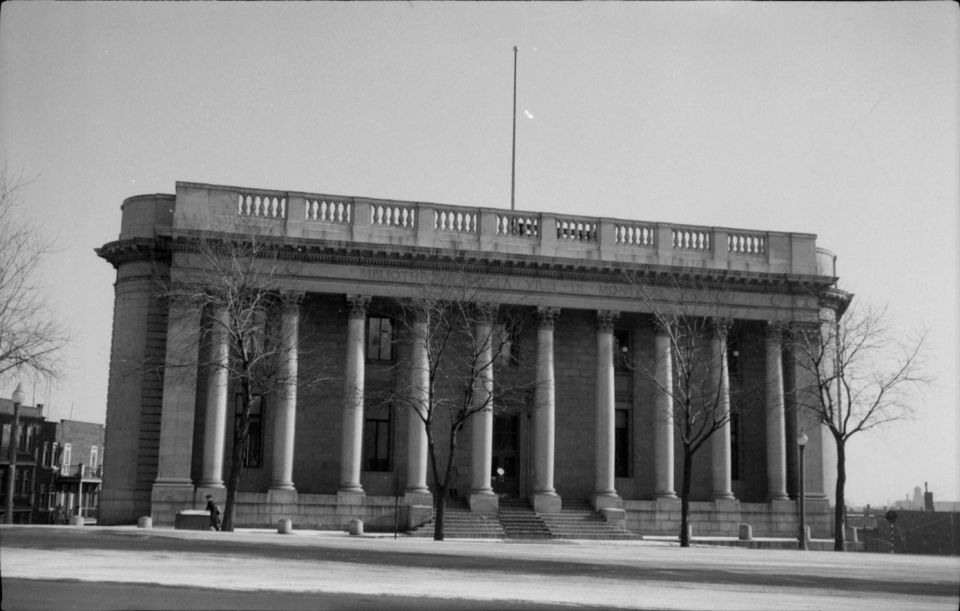
Bibliothèque de la ville de Montréal où Hélène Grenier commence sa carrière de bibliothécaire

En 1931, Victor Doré, président de la Commission scolaire catholique de Montréal (CECM), lui donne la mission de monter une bibliothèque pour les instituteurs et non rattachée à une école normale, ce qui est nouveau à l’époque. Elle fonde la Bibliothèque des Instituteurs de la Commission des Écoles catholiques de Montréal assisté de Laurette Toupin. Elle en est ensuite la directrice jusqu’au 18 mars 1952, moment où elle est élue directrice et chef du service des bibliothèques scolaires de la Commission des écoles catholiques de Montréal (CECM),, poste qu'elle occupe jusqu'à sa retraite en 1961. Elle remplace à cette fonction M. Joseph Brunet. Ce poste vient avec de très nombreuses tâches. En effet, 133 bibliothèques scolaires tombent sous sa responsabilité, sans compter celles qui se sont ajoutés dans d’autres écoles de la Commission des Écoles catholiques de Montréal au fil des ans, en plus de deux bibliothèques de région. Ce sont ces vingt-huit années de travail au sein de la CECM qui lui valent une telle reconnaissance dans l'avancement des bibliothèques scolaires au Québec. Hélène Grenier avait des idées très innovatrices pour son temps concernant les bibliothèques scolaires. Elle voulait entre autres inculquer, chez les élèves, le plaisir de lire par des animations et des activités. Cette idée sera toutefois considérée comme étant excessive par certaines personnes haut placées dans le milieu. En quittant ce poste, Hélène Grenier, malgré ces nombreuses réalisations, aura tout de même quelques dossiers non résolus. Il manque encore dans les écoles primaires des locaux dans lesquelles installer les bibliothèques qui se retrouvent par exemple dans les couloirs. Aussi, les bibliothèques scolaires ne sont pas gérées par des personnes qualifiées dans le domaine des bibliothèques. Puis, finalement, les élèves ne vont pas suffisamment à la bibliothèque de leur école puisqu’aucun moment n’est réservé à sa visite. Durant ses années à l’emploi de la Commission scolaire catholique de Montréal, elle contribue à bâtir 159 nouvelles bibliothèques dans les écoles primaires et secondaires. En 1961, à sa retraite, la Commission catholique de Montréal lui décerne l’Ordre du mérite scolaire avec le titre de Commandeur, la décrivant comme « l'une des pionnières qui ont bâti le Québec ».   
En plus d’exercer sa profession de bibliothécaire, Hélène Grenier s’investit dans l’enseignement de cette profession. Cette carrière commence en juillet 1931 alors qu'elle est engagée comme enseignante lors du cours d'été en bibliothéconomie offert pour la première fois en français par l'Université McGill. Ses cours portent sur les bibliothèques scolaires et enfantines. Elle occupe également un poste de professeure à l’École des bibliothécaires de l’Université de Montréal (maintenant l’École de bibliothéconomie et des sciences de l’information) dès sa fondation en 1937,,,. En 1954, elle devient membre du Conseil général de l'École des Bibliothécaires de l'Université de Montréal. Elle enseignera aussi l'histoire de la musique au Thomas Moore Institute for Adult Education.  
Sa contribution à la profession se fait également à travers la signatures de plusieurs articles de périodiques et en s'impliquant dans divers association et projet. Elle collabore à diverses revues, notamment Relations. Le 11 mai 1938, lors du premier exécutif de la Bibliothèque des enfants, elle publie une causerie où elle met l'accent sur le pourcentage de lecture au Québec. En 1934, elle fait partie du comité local du cinquante-sixième congrès de l’Association américaine des bibliothécaires avec Aegidius Fauteux. Selon la nouvelle législation des bibliothèques dans la province de Québec adoptée en 1960, il est établi une Commission de bibliothèques publiques où elle devient commissionnaire,. En 1967, elle est choisie pour travailler, avec trois autres bibliothécaires, à l’Exposition Universelle à la bibliothèque du Pavillon du Canada. Au cours de sa carrière, Hélène Grenier occupe les postes de président dans plusieurs bibliothèques et associations professionnelles. Elle est la première présidente francophone de l'Association des bibliothécaires du Québec (ABQ) en 1935 et 1936. Elle fait partie des membres de la délégation canadienne assistant au Congrès internationale des bibliothécaires de 1935 en Espagne,. Elle exerce également comme vice-présidente de l’Association canadienne des Bibliothèques.  
Hélène Grenier est décédée le 22 mars 1992, à l'âge de 91 ans, à Québec, ville ou elle revient vivre à sa retraite. Elle ne se sera jamais mariée. 
Le fonds d'archives d'Hélène Grenier est conservé au centre d'archives de Montréal de Bibliothèque et Archives nationales du Québec. Elle a elle-même permis l’acquisition de son fonds d’archives en 1975. Elle est membre honoraire de l’ASTED.  

## Bibliothèque des instituteurs
La bibliothèque des instituteurs est l’une des plus grandes contributions d’Hélène Grenier pour les bibliothèques scolaires au Québec. Hélène Grenier se fait engager en 1931 pour débuter ce projet de bibliothèque pour les enseignants de la Commission des Écoles catholiques de Montréal (CECM). Celle-ci sera située dans les locaux de l’école Le plateau, une nouvelle école installée sur Calixa-Lavallée. La bibliothèque ouvre finalement en octobre 1932 après avoir surmonté plusieurs obstacles tels que l’aménagement de la bibliothèque, la situation économique de Montréal et de la CECM ainsi que de l’avis défavorable de certaines personnes concernant l’utilité de livres pour les enseignants. À cette époque, on pouvait y trouvait environ 3000 livres ou périodiques, mais aucun roman. Ce nombre a augmenté au fil des années. Ceux-ci pouvaient être en français ou en anglais et portaient sur un vaste éventail de sujet. Cette bibliothèque visait deux buts pour aider les enseignants. Elle servait d’abord pour les soutenir dans l’enseignement qu’ils dispensaient aux élèves, notamment en leur faisant des bibliographies. Elle servait aussi à leur formation continue en leur donnant accès à de l’information sur les nouveautés dans leur domaine et à des documents sur de nombreux sujets leur permettant de parfaire leur culture générale. Hélène Grenier travaillera à la bibliothèque des instituteurs jusqu’en 1952. Elle aura été assistée par Laurette Toupin (de 1931-1939 et de 1947-1952) et par Gertrude Karch (de 1939-1952) dans cette aventure.

## Éthique professionnelle
Hélène Grenier est au courant des défis du métier. Pour elle, «parmi les carrières, professions, métiers dont le public se fait une idée trop approximative pour être juste, il n'en est pas (...) de plus méconnue que la carrière de bibliothécaire.» Pour Grenier, l'idéal du bibliothécaire est d'avoir une curiosité intellectuelle et de servir, .Une bonne culture générale et un désir de l'augmenter, la préparation technique, l'attention professionnelle et l'amour des humaines sont les qualités requises qu'un bibliothécaire doit avoir. Ses devoirs principaux envers les lecteurs sont les devoirs intellectuels qui nécessitent un apprentissage continu, les devoirs professionnels qui consistent à se tenir au courant des méthodes les plus modernes en bibliothéconomie, et ceux moraux qui se caractérisent par une attitude altruiste. Pour Hélène Grenier, la bibliothèque doit «répondre aux besoins de tous les lecteurs qui réclament son aide.» Elle souligne également l'importance primordiale et la position stratégique des bibliothèques dans l’éducation postscolaire. Considérée comme une bibliothécaire «formée aux meilleures méthodes de la bibliothéconomie», elle exerce son métier avec une ouverture d'esprit et un sentiment de responsabilité. Elle s'intéresse aux problèmes sociaux qui touchent la société et s'investit également dans l'aspect pédagogique du métier. Dans Le Devoir en 1938, elle parle de l’éducation des jeunes comme une arme contre certains mouvements comme le fascisme ou le nazisme. C’est avec celle-ci qu’une population avisée peut être mise en place. Pour éviter de priver de lecture les enfants de milieux défavorisés, elle abolit les amendes pour retard, pertes ou détérioration dans les bibliothèques scolaires.    
Hélène Grenier avait aussi des critères assez précis sur ce qu’elle recherchait des livres pour un jeune public. Elle accordait entre autres une grande importance aux illustrations sans lesquels les enfants ne seraient pas attirés vers le livre. La présentation du livre a donc son importance. Il faut également que les livres permettent aux enfants d’apprendre, mais aussi de s’amuser pour développer l’amour de la lecture. Finalement, les livres ont un but moral à jouer selon Hélène Grenier. En effet, c’est comme cela que seraient modelés les futurs citoyens chrétiens de la société. Dans la même lignée, Hélène Grenier se positionne contre les comics, alors très populaires chez les adolescents. En effet, ceux-ci pouvaient mettre de l’avant des sujets qui semblaient peu moraux et donc peu recommandables pour les jeunes de cette époque.    
Son intérêt pour la langue, la lecture et les livres est manifeste non seulement dans sa vie professionnelle mais aussi dans sa vie personnelle: elle est connue pour sa bibliothèque personnelle. Elle fait aussi des émissions radiophoniques consacrées aux livres.    
Dans une entrevue accordée lors de sa retraite à un numéro spécial de la revue Argus pour l’année internationale de la femme, Hélène Grenier reconnaît l’apport important des femmes à l’avancement de la profession. En effet, la profession est majoritairement exercée par des femmes et ce sont elles qui, à travers leur implication dans des associations, ont pu faire reconnaître la profession.   

## Musique
Hélène Grenier grandit dans une famille vouée à la musique, sa sœur Irène Vanier étant pianiste. Elle étudie chant, pendant deux ans, à Paris et, ensuite, à Montréal
. Elle joue également un rôle important dans la promotion de la musique classique au Québec. Entre 1936 et 1949, elle est bénévole pour la Société des Concerts symphoniques de Montréal (qui devient ensuite l’Orchestre Symphonique de Montréal) et elle est à l’origine des Matinées symphoniques de Montréal, concerts présentés à l’Auditorium Le Plateau, au parc Lafontaine à Montréal. Ses activités avec les Concerts symphoniques de Montréal, et les recherches qu’elle y fait, lui permettent de publier, en 1944, une thèse de maîtrise intitulée Les précurseurs de la musique symphonique (1600-1750), maîtrise en Lettres qu’elle fait à l’Université de Montréal. Elle enseigne aussi au Thomas More Institute for Adult Education, où elle donne des cours d’histoire de la musique. Elle fait paraître en 1947 une monographie, publiée en France et au Canada, intitulée La Musique symphonique de Monteverdi à Beethoven, , œuvre qui comprend la biographie des précurseurs de la musique symphonique, des commentaires sur leur œuvre, des chapitres sur la musique et la société de 1600 à 1750 et les origines de la musique. Cet ouvrage est également publié dans une causerie intitulée La Musique aux temps romantiques. 
Hélène Grenier donne plusieurs causeries sur la musique classique surtout aux jeunes et aux enfants. Membre de la Société des Écrivains, elle écrit également à la chronique musicale de l'hebdomadaire Notre Temps. Elle contribue aussi aux émissions sur la musique symphonique à Radio-Canada et fait partie de l'équipe "Match intercité". Au cours de sa vie, elle fait connaissance avec de nombreux personnages du monde musical comme le soprano Ninon Vallin, le pianiste virtuose Rudolf Serkin, le compositeur Stravinsky, etc.

## Distinctions
- 1989 - Officier de l'Ordre national du Québec[17]

### Articles
- (en) Accreditation for French Language Library Schools, Canadian Library Association Bulletin, 14, no. 5, April 1958, p. 224–225.
- L’Association des bibliothécaires de la province de Québec, Quebec Library Association Bulletin, no. 11, summer 1942, p. 1–2.
- La Bibliothèque publique et l’éducation postscolaire, Revue dominicaine, juin 1937, p. 302-311.
- La bibliothèque des instituteurs, Relations, juin 1944, p. 167.
- Les enfants et la lecture, Action universitaire, avril 1936, vol. 2, no. 5, pp. 94-95.
- (en) The School Libraries of the Montreal Catholic School Commission, Canadian Education and Research Digest, 1, no. 2, June 1961, p. 28–31.
- Voici le...Bibliothécaire!, Action universitaire, décembre 1942, vol. 9. no. 4, p. 6-8.

### Thèses
- Les précurseurs de la musique symphonique (1600-1750), maîtrise en Lettres à l’Université de Montréal, 1944.

### Monographies
- La Musique symphonique de Monteverdi à Beethoven, 1947.

### Communications
- Symposium sur « Achats de livres ». 9e Congrès annuel de VA.C.B.F. 10 octobre 1953
- 13e Conférence Annuel de L'Association Canadienne des Bibliothécaires de Langue Française, 12-14 octobre 1957[51].